# 维维安娜·博塔罗
维维安娜·博塔罗（義大利語：Viviana Bottaro，1987年9月2日—），意大利女子空手道运动员。她曾代表意大利参加2020年夏季奥林匹克运动会空手道比赛，获得女子組銅牌。